# گورنو اوینو
گورنو اوینو (به بلغاری: Gorno Uyno) یک منطقهٔ مسکونی در بلغارستان است که در شهرستان کیوستندیل واقع شده‌است.